# デボラ・リンズレー殺害事件
デボラ・リンズレー殺害事件は、1988年3月23日にイギリスで発生した殺人事件。現在でも犯人は逮捕されず、未解決事件となっている。

## 概要
1988年3月23日の午後、デボラ・"デビー"・リンズレー (英: Deborah "Debbie" Linsley) がロンドンのペッツウッド駅を出発しロンドン・ヴィクトリア駅へ向かう列車の中で殺害された。列車には約70名の乗客が乗っていたうえに、リンズレーが犯人と争って傷を負わせた形跡もあったが、1名の乗客が怪しい声を聞いたと報告しただけだった。犯人は判明しておらず、事件は未解決である。犯行現場から回収された血液が証拠として保管されていたため、10年の時を経てDNA鑑定技術を用いた再調査が可能となった。2002年には大規模な広報キャンペーンが再開された。警察から報奨金が出ている。

## 経緯
デボラ・リンズレーは1962年にロンドン南東のブロムリーで生まれた。父親は元保険仲立人で、母親は社会保障省で詐欺の調査を行っていた。1988年までにリンズレーは故郷を出て、エディンバラで暮らし、その地でホテルの支配人の仕事をしていた。リンズレーはホテル経営の教育課程を受講するためロンドンに戻り、ブロムリーにある両親の家に滞在した。兄弟のゴードン (英: Gordon) の元へも訪れた。2週間後に開かれるゴードンの結婚式では花嫁の付添人を務める予定だった。
3月23日水曜日の午後、ゴードンは車でリンズレーをペッツウッド駅へ送った。リンズレーは14時16分にオーピントン・ロンドン間を運行する列車に乗った。ロンドンまでに途中停車する駅は、ビックリー、ブロムリー・サウス、ショートランズ、ベックナム・ジャンクション、ケント・ハウス、ペンジ・イースト、シドナム・ヒル、ウェスト・ダルウィッチ、ハーン・ヒル、ブリクストンだった。ロンドン・ヴィクトリア駅へは14時50分に到着する予定だった。
列車は4EPB型の電車で、コンパートメント車は複数の種類が混在していた。ある車両は客車の片面と同じ長さの共通の廊下があった。別の車両はコンパートメント同士が繋がっておらず、座席は12掛けあり、両側面の扉は外へ直接出るもので、コンパートメント間の移動はできないタイプだった。リンズレーは後者のタイプに乗っていた。リンズレーがその車両を選んだ理由は、数少ない喫煙が可能な客車だったためである可能性がある。リンズレー殺害事件の後、イギリス鉄道は廊下付きと廊下無しのどちらかを選べるように、廊下付きのコンパートメント車を少なくとも数両は必ず用意していることを強調した。

## 殺人事件

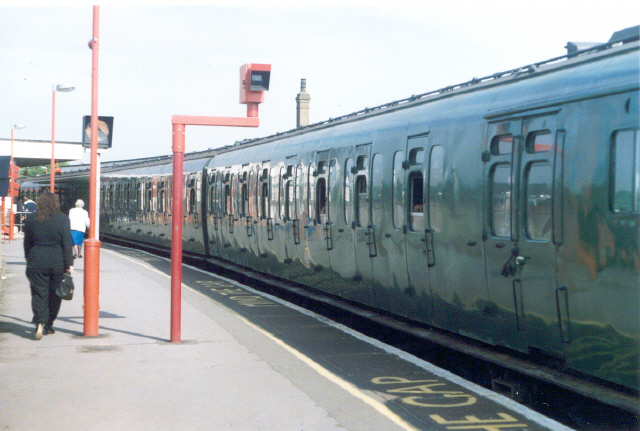
イギリス鉄道の4EPB型の列車。リンズレーが殺害された列車と同種のもの。

リンズレーは列車が目的地に至る前に刺殺された。顔面や首、腹部に11箇所の刺し傷があり、少なくとも5箇所は心臓の周辺部にあった。そのうちの1箇所が致命傷となった。列車は14時50分にロンドン・ヴィクトリア駅の第2プラットホームへ到着した。その際、イギリス鉄道のポーターが習慣として列車中を歩いていて見回った。すると、客車の床と座席が血塗れだった。血液の一部はリンズレーを殺害した犯人が流したものと判明した。リンズレーに抵抗されて負傷したものである。リンズレーの両手には防御創があった。スコットランドヤードのスポークスマンは、リンズレーは性的暴行から身を守ろうとしていた可能性があると述べた。しかし、警察は性的暴行を目的としていたことを示す証拠を発見していなかった。
リンズレーの葬儀は4月22日にブロムリーのホーリー・トリニティー教会で開かれた。リンズレーの遺体は近くの共同墓地で埋葬された。教会から墓地へ向かう葬式行列には警察が付き添った。リンズレーはゴードンの結婚式で着る予定だった花嫁の付添人の衣装を着せられて葬られた 。
イギリス鉄道はリンズレーが殺害された種類の客車を徐々に撤去していった。リンズレー殺害事件から1週間後、イギリス鉄道は、リンズレーが乗っていたときのような乗客が少ない時間帯にはこの種の客車の利用を減らし、乗客が孤立する可能性を最小限にすると発表した。廊下の無いコンパートメント車の屋根の支持材に幅広の赤い線を引き、乗客が搭乗する前に廊下の有無を見分けられるようにした。

## 捜査
ロンドン警視庁の上級捜査官のガイ・ミルズ (英: Guy Mills) 警視はこの事件を「凶暴にして残酷」(英: savage and brutal) と表現した。ミルズ警視はリンズレーが乗ったコンパートメント車は廊下がなかったため、線路へと通じる側面のドアを除けば脱出の手段がなかったことを強調した。ミルズ警視は犯行の残忍さから、リンズレー殺害は犯人の最初の殺人ではなかった可能性が高いという説を提唱した。ブリクストン駅からロンドン・ヴィクトリア駅までの6分間という短い行程のうちの犯行だったことから、リンズレーが犯人と顔見知りだった可能性を示唆していた。

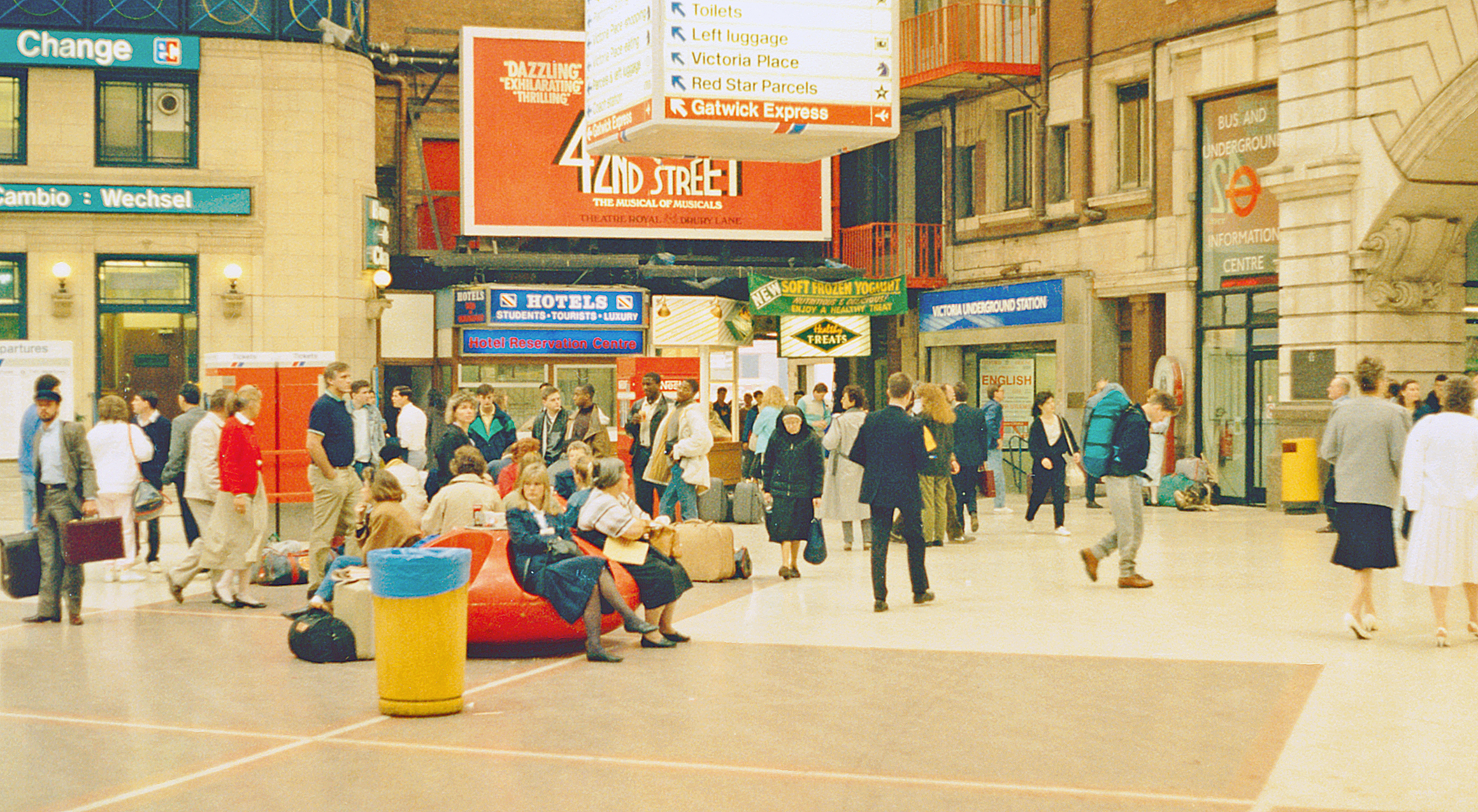
ロンドン・ヴィクトリア駅のコンコース (1988年5月)。リンズレーが乗っていた電車が到着した第2プラットホーム周辺から撮影。

列車がロンドン・ヴィクトリア駅に到着するまでにおよそ70名の乗客が列車を乗り降りしたが、目撃者の可能性がある人物として現れたのは1名だけだった。その人物はフランス人のオペアで、列車がブリクストン駅を出発した直後に大きな叫び声を聞いたと報告した。
警察が容疑者として挙げたのは次の人物だった。
- 背の低いがっしりとした体格の男性の乗客。ロンドン・ヴィクトリア駅で列車から飛び降りたのを目撃された[8]。
- ペンジ・イースト駅でコンパートメント車から出たのを目撃された男性。その後にリンズレーのいたコンパートメント車に再び乗り込んだ可能性がある[15]。
- 警察がくすんだ金髪をしたみすぼらしい男と表現した乗客。ペンジ・イースト駅で降車した。警察はこの男の似顔絵を公開した[16]。
- オーピントン駅で搭乗する女性をじっと見つめていた男性[5]。

凶器は発見されなかったが、重い刃があり、13センチメートルから19センチメートルの長さだったと考えられている。1988年の警察の捜査により、1200の目撃証言が得られ、650名が尋問を受けたが、いずれも被疑者から除外された 。この事件は1988年4月14日に犯罪再現番組Crimewatch UKで特集された。
1988年11月16日に死因審問が開かれた。犯行の際の声を聞いたというフランス人のオペアは、誰かが強姦されていた可能性があったにもかかわらず、列車内にある非常通報索を引かなかったことを検視官に批判された。そのフランス人女性は、そのときは座席から離れず、殺人事件が起きたと知ってから警察に報告したと述べた。検視官は、乗客が騒ぎを聞いたと報告したにもかかわらず、誰も調べに行かなかったことを強調した。殺人罪という評決が下った。
リンズレー殺害事件に対応して、イギリス鉄道イースタン・リージョンは車掌に列車内を事件予防のために巡回することを命じ、女性が1人で乗っているときは特に注意するように指示した。同様に、警察は列車に乗るときはいつでも用心すべきと忠告し、特に脱出経路が線路かプラットホームしかない客車は乗るのを避けることを勧めた。

### 捜査再開
リンズレーを殺害した犯人は負傷し、犯行現場に血液を残していた。その血液は回収されて保管された。DNAに関する科学は1988年には未発達だったが、その後にDNA鑑定技術が発展していった。2002年に事件の捜査が再開され、血液試料から完全なDNAプロファイルが構築された。リンズレー殺害事件はテレビ番組Tonight with Trevor MacDonaldの2002年9月13日での放送で取り上げられた。
新たな事件捜査はロンドン警視庁の2000年に設立された未解決事件捜査部に引き継がれた 。大規模な広報キャンペーンがロンドン・ヴィクトリア駅で開始され、テレビのゴールデンタイムに犯行の再現映像が放映された 。
2013年、この事件の主任捜査官は、暴行の常習犯である可能性が高いリンズレー殺害犯のDNAが、DNAデータベースの登録者の誰とも一致しないと述べた。同年、警察は犯人に繋がる情報を求めて2万ポンドの報奨金を出した。新たな捜査でもリンズレーと同じ列車に乗った70名の乗客の調査などの前の捜査で講じた措置を再度実施した。警察はその乗客たちのうちの少なくとも50名の身元は割り出していると述べている。リンズレーの両親は事件解決の助力を求めて数回にわたって人々に訴えた。リンズレーの母親は2013年までに死亡している。最近になって刑事が、犯人は負傷しておそらく出血しただろうが、それだけでなく、事件後は普段と異なる行動をとっている可能性が高く、友人や親類が当時にそのことに気付いていた可能性があるという考えを提案している。

### 情報源
- BBC News (2002年9月13日). “DNA holds key to 1988 murder”. London: BBC.  オリジナルの2018年6月14日時点におけるアーカイブ。 2018年6月14日閲覧。{{cite news}}:  CS1メンテナンス: ref=harv (カテゴリ)
- BBC News (2013年3月21日). “Debbie Linsley murder: Reward offer over 1988 train death”. London.  オリジナルの2013年4月19日時点におけるアーカイブ。 2018年6月12日閲覧。{{cite news}}:  CS1メンテナンス: ref=harv (カテゴリ)
- BBC Newsnight (2009年9月9日). “DNA pioneer's 'eureka' moment”. London: BBC.  オリジナルの2012年7月12日時点におけるアーカイブ。 2018年6月15日閲覧。{{cite news}}:  CS1メンテナンス: ref=harv (カテゴリ)
- BellyTelly (2018年3月23日). “Police appeal for information 30 years after woman stabbed to death on train”. Belfast Telegraph.  オリジナルの2018年6月13日時点におけるアーカイブ。 2018年6月13日閲覧。{{cite news}}:  CS1メンテナンス: ref=harv (カテゴリ)
- Boseley, S. (1988年3月25日). “Police name woman murdered on train”. The Guardian{{cite news}}:  CS1メンテナンス: ref=harv (カテゴリ)
- O'Hanlon, P. (1988年11月17日). “Frightened woman criticized”. The Times (63241) {{cite news}}: 不明な引数|1=が空白で指定されています。 (説明)CS1メンテナンス: ref=harv (カテゴリ)⚠
- Harris, M. (1988年4月3日). “London women walking in fear”. The Sun-Herald{{cite news}}:  CS1メンテナンス: ref=harv (カテゴリ)
- Illustrated London News (1988年5月1日). “The Month”. London: Illustrated London News.  オリジナルの2018年6月19日時点におけるアーカイブ。 2018年6月19日閲覧。{{cite news}}:  CS1メンテナンス: ref=harv (カテゴリ)
- Gourvish, T.; Anson, M. (2004). British Rail 1974-1997: From Integration to Privatisation. Oxford: Oxford University Press. ISBN 978-0-19926-909-9
- “Amanda Hopkinson murder appeal”. British Universities Film and Video Council (28 March 1988a). 1018年7月20日時点のオリジナルよりアーカイブ。2018年7月20日閲覧。
- “Funeral of murder victim Deborah Linsley”. British Universities Film and Video Council (22 April 1988b). 1018年8月10日時点のオリジナルよりアーカイブ。2018年8月10日閲覧。
- Newcastle Journal (1988年3月26日). “Attack alert follows murder”. Newcastle: Newcastle Journal.  オリジナルの2018年6月19日時点におけるアーカイブ。 2018年6月19日閲覧。{{cite news}}:  CS1メンテナンス: ref=harv (カテゴリ)
- “The Network Southeast Chronology January 1988 to December 1988”. Network SouthEast Railway Society (2016年). 2018年6月28日時点のオリジナルよりアーカイブ。2018年6月28日閲覧。
- Rayner, J. (2003年2月16日). “Gone but not forgotten”. London: The Guardian.  オリジナルの2018年6月12日時点におけるアーカイブ。 2018年6月12日閲覧。{{cite news}}:  CS1メンテナンス: ref=harv (カテゴリ)
- STV (2018年3月23日). “Cold case appeal over Edinburgh woman’s train murder”. Edinburgh: STV News.  オリジナルの2018年6月14日時点におけるアーカイブ。 2018年6月14日閲覧。{{cite news}}:  CS1メンテナンス: ref=harv (カテゴリ)
- Tanna, A. (2013年3月22日). “DNA breakthrough may help crack train murder cold case”. London: Channel Four News.  オリジナルの2018年6月13日時点におけるアーカイブ。 2018年6月13日閲覧。{{cite news}}:  CS1メンテナンス: ref=harv (カテゴリ)
- The Guardian (1988年3月30日). “Safer journeys”. The Guardian{{cite news}}:  CS1メンテナンス: ref=harv (カテゴリ)
- The Observer (1988年3月27日). “Artist's Clue To Rail Killing”. The Observer{{cite news}}:  CS1メンテナンス: ref=harv (カテゴリ)
- Sapsted, D. (1988年3月25日). “Train girl 'was sex attack victim'”. The Times (63038){{cite news}}:  CS1メンテナンス: ref=harv (カテゴリ)
- The Times (1988年3月26日). “Killing clue”. The Times (63039){{cite news}}:  CS1メンテナンス: ref=harv (カテゴリ)
- The Times (1988年3月31日). “Last journey retraced”. The Times (63043){{cite news}}:  CS1メンテナンス: ref=harv (カテゴリ)
- The Times (1988年4月14日). “BBC1”. The Times (63055){{cite news}}:  CS1メンテナンス: ref=harv (カテゴリ)
- The Times (2002年9月19日). “ITV1”. The Times (67555){{cite news}}:  CS1メンテナンス: ref=harv (カテゴリ)